# Селіло
Селіло, Ґрейт, Колумбія (англ. Celilo Falls; укр. «Відлуння падаючої води» або «Звук води на камені») — колишній водоспад на річці Колумбія у Північній Америці, на кордоні штатів Орегон та Вашингтон (США).

## Історія
Водоспад Селіло, який існував до 1957 року в нижній течії річки Колумбії, був постійним місцем риболовлі місцевих племен. Назва відноситься до серії каскадів та водоспадів на річці, загальною висотою до 6-ти метрів і шириною до 1768 м, а також навколишніх населених пунктів, які безперервно існували там протягом останніх 15000 років, і були найстарішими поселеннями на північноамериканському континенті до 1957 року, коли після будівництва 79-ти метрової греблі Даллас і наповнення водосховища, були затоплені, одночасно був затоплений і водоспад.

## Географія
Водоспад (45°38′58.01″ пн. ш. 120°58′40.53″ зх. д. / 45.6494472° пн. ш. 120.9779250° зх. д.) був розташований у нижній течії річки Колумбії, приблизно за 300 км від її гирла, на схід від Каскадних гір, на межі американських штатів Орегон та Вашингтон. Відомий під назвами: Селіло, Ґрейт, Колумбія, Чутес (Хутес) (англ. Celilo Falls, Great Falls, Columbia Falls, The Chutes). Складався з трьох частин: водоспаду Хорсшу (англ. Horseshoe Falls, укр. Підкова) або Тамуотер (англ. Tumwater Falls); глибокого виру — «Кільцевий тупик» (англ. Cul-de-Sac); і основного каналу. При незначній висоті, всього близько 6-ти метрів, це був один із найбільших водоспадів, які існували на землі, із середньорічною витратою води 5366 м³/с, (у повінь витрата могла доходити до 11 300 м³/с, а максимальна абсолютна становила 35 100 м³/с), за цим показником він займав 6-те місце у світі. За шириною — 1768 м, водоспад займав 10-те місце.